# Víctor Infantes de Miguel
Víctor Infantes de Miguel (Madrid, 26 de enero de 1950 - Torrelodones (Madrid), 1 de diciembre de 2016) fue un hispanista, bibliógrafo, editor, bibliófilo, medievalista, cervantista y crítico literario español del último tercio del siglo XX y comienzos del XXI.

## Biografía
Inició estudios de arquitectura, que dejó muy pronto para licenciarse en Filosofía y Letras, donde hizo los cinco cursos en tres años con un expediente sobresaliente. Comenzó su carrera profesional con un contrato en la Universidad Complutense, donde ejerció como profesor hasta su fallecimiento en 2016. Aunque no lo conoció personalmente, siguió la estela bibliográfica de Antonio Rodríguez-Moñino, de quien se consideraba discípulo y de quien continuó el Diccionario de pliegos sueltos poéticos del siglo XVI, completándolo con numerosísimas entradas. Como investigador publicó más de 450 trabajos de investigación, crítica y divulgación sobre literatura medieval, literatura y cultura de los Siglos de Oro, así como literatura española moderna y contemporánea. Participó en más de 170 congresos nacionales e internacionales y pronunció conferencias en universidades y centros culturales de diferentes países. Son aportaciones suyas imprescindibles en la cultura europea Las danzas de la muerte: génesis y desarrollo de un género medieval (siglos XIII-XVII) (Salamanca: Universidad, 1997); y para la cultura española: De las primeras letras: cartillas españolas para enseñar a leer, que comprenden en dos ediciones distintas las impresas en el siglo XVI y el siglo XVII—esta en colaboración con Ana Martínez Pereira—(Salamanca: Universidad, 1998 y 2003, respectivamente); la Historia de la edición y la lectura en España (2003); la única recopilación exhaustiva de ejemplares de las primeras ediciones del Quijote (en colaboración con Ana Martínez Pereira): La primera salida de el Ingenioso hidalgo don Quijote de la Mancha (Madrid, Juan de la Cuesta, 1605): la historia editorial de un libro, Alcalá de Henares: Centro de estudios cervantinos , 2013; y Censo de ejemplares de la primera edición de la "Segunda parte del ingenioso cavallero don Quijote de La Mancha" (Madrid, Juan de la Cuesta, 1605), Vigo: Academia del Hispanismo, 2016. 
Una de sus pasiones fue la búsqueda bibliográfica, a través de la cual recuperó textos o ediciones perdidos de la literatura española: una edición desconocida de Gustavo Adolfo Bécquer, Maese Pérez, el organista:leyenda sevillana, Cádiz, Biblioteca de la Palma, 1862 (prólogo de Víctor Infantes, Zaragoza: Diputación Provincial , 1990); una obra perdida del mismo autor El talismán: una zarzuela inédita de Bécquer / letra de Gustavo Adolfo Bécquer y Luis García Luna ; música de Joaquín Espín y Guillén (Madrid: Visor Libros , 2014, ISBN 978-84-9895-693-); la Relación de la coca y de su origen y principio y por qué es tan usada y apetecida de los indios naturales deste Reyno del Pirú (introducción y edición por María Brey y Víctor Infantes, Santafé de Bogotá : Instituto Caro y Cuervo, 1996). o la última gran aportación a los pliegos sueltos del siglo XVI, que fue una magnífica colección en la biblioteca Comunale Augusta de Perugia http://marcasdeimpresor.blogspot.com.es/2012/07/pliegos-poeticos-desconocidos-en.html, de la que dio noticia en la revista de bibliofilia Hibris (n.º 67-68, enero-abril de 2012). En otros casos aclaró cuestiones de gran complejidad documental, como en Las reproducciones fotolitográficas de Sancho Rayón: una colección de burlas bibliográficas, ([Valencia]: Albatros, 1982, ISBN 84-7274-088-9); La trama impresa de "Celestina": ediciones, libros y autógrafos de Fernando de Rojas (Madrid: Visor Libros , 2010; ISBN 978-84-9895-121-9). A él se debe también el concepto fundamental de "género editorial", que sirvió para comprender la literatura caballeresca de difusión popular, un género que se extiende desde finales de la Edad Media hasta el siglo XX.  
Quizá la recuperación que más repercusión mediática tuvo, aunque su nombre ha permanecido en la sombra, fue la edición en 1983 de los Sonetos del amor oscuro de Lorca, que fueron recuperados, editados en una delicada edición no venal y enviados anónimamente, con lo que puso en circulación una obra hasta entonces retenida por la familia. La polvareda cultural que se levantó hizo que tres meses después se hiciera una edición "oficial" de los textos, que aparecieron en el periódico ABC, criticando como falta y mala la edición a la par que intentando alejar de los textos la sospecha de homosexualidad. La impresión, cuidada y maquetada por Infantes en papel rosa y cubiertas de cartón rojas, se realizó en Ocaña (Toledo) en la imprenta Rubiales, con la colaboración de quien por entonces era su alumno, José Rubiales Arias, y propietario de dicha imprenta, y de Antonio Rubiales Puerto. Su colaborador en esta aventura fue Daniel Eisenberg, quien había facilitado a Infantes los textos, fotocopiados de las copias que la familia facilitó al traductor André Belamich; y otros amigos, que enviaron el libro por correo desde Granada. La carpeta con la colección de Infantes de materiales de prensa relacionados al asunto fue publicada por Eisenberg, aunque manteniendo el anonimato que deseaba Infantes.
Su ámbito de estudio fue fundamentalmente la bibliografía y la literatura medieval y áurea, en temas vinculados con la literatura popular, las relaciones, representación, literatura popular, la literatura culta, educación y formación cultural y la crítica textual. Realizó numerosas ediciones de textos clásicos, por ejemplo Laberintos de Juan Caramuel (Madrid: Visor, 1981); La poncella de Francia. La historia castellana de Juana de Arco (con Victoria Campo; Frankfurt : Vervuert Madrid : Iberoamaericana , 1997); Narrativa popular en la edad media : Doncella Teodor, Flores y Blancaflor, París y Viana (con Nieves Baranda, Madrid : Akal , 1995); Historia de Griseldis: (c. 1544) (con Juan Carlos Conde, Viareggio (Lucca) : Mauro Baroni , 2000); El abad don Juan, señor de Montemayor : la historia de un cantar (con Ana Martínez Pereira, Madrid: Iberoamericana, 2012, ISBN 9788484896159). Esta vocación por la autoría compartida es una muestra de su generosidad proverbial con amigos y colegas para atender y ayudar en búsquedas de datos, obras o aclaraciones bibliográficas.
En colaboración con Pedro Manuel Cátedra, fundó El crotalón. Anuario de filología española, del cual aparecieron dos números (1984–1985), además de una serie de anejos.
No solo fue catedrático de Literatura Española de la Universidad Complutense, sino además bibliófilo bibliógrafo, experto en libros y un refinado editor, maquetando y promoviendo publicaciones para editoriales varias o para su propia satisfacción, como los "Aguinaldos" que durante veinte años envió por Navidad a familiares, amigos y colegas. Fueron proyectos editoriales suyos El Crotalón o Ediciones de la Imprenta. Memoria hispánica.

## Algunas obras

### Estudios bibliográficos
- Las reproducciones fotolitográficas de Sancho Rayón: una colección de burlas bibliográficas (1982).
- Con Francisco López Estrada y Javier Huerta Calvo, Bibliografía de los libros de pastores en la literatura española, Madrid, Grupodis, 1984
- Con Ana Martínez Pereira, De las primeras letras: cartillas españolas para enseñar a leer del siglo XVII, Salamanca, Universidad, 1998 y 2003.
- La biblia de los bibliófilos, Madrid, Almeida, 2000.
- Primera bibliografía (1977-1997), Madrid, Memoria Hispánica, 1998.
- Con Antonio Rodríguez-Moñino y Arthur Lee-Francis Askins, Nuevo diccionario bibliográfico de pliegos sueltos poéticos, siglo XVI, Madrid, Castalia, 1997.
- De la imprenta, Madrid, Almeida, 1997.
- Con Victoria Campo y Marcial Rubio, Catálogo de los pliegos sueltos poéticos del s. XVII de la Biblioteca de Antonio Rodríguez-Moñino, Alcalá de Henares, Universidad de Alcalá, 1995.
- Del libro áureo (2006)
- Aurea bibliographica (1998-2006), Madrid, Turpin Editores (Los libros de Sansueña, 1), 2011.
- De cancioneros manuscritos y poesía impresa. Estudios bibliográficos y literarios sobre lírica castellana del siglo XV (2007)
- La trama impresa de Celestina. Ediciones, libros y autógrafos de Fernando de Rojas, Madrid, Visor Libros (Colección Filológica, 121), 2010.
- Historia de la edición y de la lectura en España: 1472-1914 Madrid: Fundación Germán Sánchez Ruipérez, 2003.
- Censo de ejemplares de la primera edición de El ingenioso hidalgo don Quijote de la Mancha, 2014.
- Suplemento al Nuevo Diccionario bibliográfico de pliegos sueltos poéticos (siglo XVI), 2014.

### Estudios literarios
- Las danzas de la muerte: génesis y desarrollo de un género medieval (siglos XIII-XVII), Salamanca, Universidad, 1997.
- Con Victoria Campo, La Poncella de Francia: la historia castellana de Juana de Arco, Madrid, Iberoamericana, 1997.
- Con Fernando Castro Flórez y Ángel Luis Prieto de Paula, Artes y literatura: III discusión sobre las artes, Valencia, Universitat Politècnica, 1995.
- El abad don Juan, señor de Montemayor. La historia de un cantar (2011).
- Con Javier Maderuelo, La poesía fonética: un arte del siglo XX, Torrelavega: Imp. Quinzaños, 1983. ISBN 84-300-8987-X

### Ediciones
- Francisco Nárváez de Velilla, Diálogo intitulado El Capón (1993)
- Narrativa popular de la Edad Media. La doncella Teodor, Flores y Blancaflor, París y Viana (1995)
- La Poncella de Francia. La historia castellana de Juana de Arco (1997, reeditada en 2006)
- La historia de Griseldis (2000)
- Juan Agüero de Trasmiera, Probadas flores romanas de famosos y doctos varones, compuestas para salud y reparo de los cuerpos humanos, y gentilezas de hombres de palacio y de crianza (c. 1512), recopiladas por Juan Agüero de Trasmiera, Madrid, Turpin Editores (Los libros de Sansueña, 2), 2011.
- Esteban Paluzíe y Cantalozella, Blasones españoles y apuntes históricos de las cuarenta y nueve capitales de provincia, Madrid: El Crotalón, 1990. ISBN 84-86163-50-1